# Плаза (Польща)
Плаза (пол. Płaza) — село в Польщі, у гміні Хшанув Хшановського повіту Малопольського воєводства.
Населення — 3552 особи (2011).
У 1975-1998 роках село належало до Катовицького воєводства.

## Демографія
Демографічна структура станом на 31 березня 2011 року:
|          | Загалом | Допрацездатний вік | Працездатний вік | Постпрацездатний вік |
| -------- | ------- | ------------------ | ---------------- | -------------------- |
| Чоловіки | 1738    | 311                | 1189             | 238                  |
| Жінки    | 1814    | 248                | 1092             | 474                  |
| Разом    | 3552    | 559                | 2281             | 712                  |